# Байтингер, Владимир Францевич
Влади́мир Фра́нцевич (Фёдорович) Байтингер (род. 23 августа 1952, с. Кумашкжо, Курчумский район, Восточно-Казахстанская область, Казахская ССР) — российский хирург, президент АНО «НИИ микрохирургии ТНЦ СО РАМН», д.м.н., профессор, главный внештатный пластический хирург Департамента здравоохранения Томской области, главный редактор журнала «Вопросы реконструктивной и пластической хирургии», заслуженный врач РФ, отличник здравоохранения.

## Образование
В 1969 г. окончил среднюю школу № 1 в городе Тольятти Куйбышевской области.
С 1969 по 1975 годы обучался на лечебном факультете Томского медицинского института по специальности «лечебное дело».
В 1975—1977 гг. — первый в истории Томского медицинского института ординатор кафедры оперативной хирургии и топографической анатомии (теоретическая кафедра).
В 1977—1986 гг. — ассистент кафедры оперативной хирургии и топографической анатомии.
В 1981 г. в диссертационном совете Новосибирского медицинского института защитил кандидатскую диссертацию на тему «Функциональная морфология глоточно-пищеводного перехода».
В 1983—1989 гг. — заместитель декана лечебного факультета. Читает курс оперативной хирургии и топографической анатомии.
В 1986—1991 гг. — доцент кафедры оперативной хирургии и топографической анатомии.
В 1988 г. присвоено учёное звание «доцент» по кафедре оперативной хирургии и топографической анатомии.
В 1989—1991 г. — докторант 2-го Московского ордена Ленина государственного медицинского института им. Н. И. Пирогова.
С 1991 г. — заведующий кафедрой оперативной хирургии и топографической анатомии (с 2000 г. — им. Э. Г. Салищева).
В 1992 г. в диссертационном совете Российского государственного медицинского университета (Москва) защитил докторскую диссертацию на тему «Нервно-мышечный аппарат сфинктерных зон пищевода и его значение в координации функциональной активности органа».
В 1993 г. присвоено учёное звание «профессор» по кафедре оперативной хирургии.
В 1994 г. организовал отделение реконструктивной и пластической микрохирургии в Томской Областной клинической больнице.
В 1997 г. прошёл стажировку в Институте микрохирургии Б.О’Брайена (Мельбурн, Австралия).
В 1998 г. добился выхода созданного отделения из структуры Областной больницы (Постановление Главы Администрации (Губернатора) Томской области от 26.06.98 № 235 «О развитии микрохирургической службы в Томской области» и создал самостоятельную клинику).
В 1999 г. добился восстановления клинического статуса кафедры оперативной хирургии, утерянного ею 64 года назад.
В 2000 г. организовал проведение в Томске первой благотворительной миссии «Операция „Улыбка“» (США), по оказанию бесплатной помощи детям с врожденными пороками челюстно-лицевой области. Миссия была повторно проведена в 2001 году. Трижды (2003—2006) организовывал в Томске благотворительные миссии благотворительные миссии для детей с помощью Interplast (Germany).
В 2000 г. стажировался по пластической хирургии в детском госпитале Sentara (США).
С 2001 г. — главный редактор научно-практического журнала «Вопросы реконструктивной и пластической хирургии».
В 2002 г. организовал первого в России и СНГ негосударственного научно-исследовательского института микрохирургии, президент АНО «НИИ микрохирургии ТНЦ СО РАМН»

## Научная деятельность
Байтингер Владимир Федорович — член ОПРЭХ с 1998.
TRAM — лоскут (М.Шефлан, Израиль); пересадка лимфатических лоскутов (К. Беккер, Франция); наложение лимфо-венулярных анастомозов (И. Кошима, Япония); первичная реконструкция молочной железы (Х. Беккер, США); пластика больших дефектов неба нижней носовой раковины пересадку лимфатических узлов на микрососудистых анастомозах при постмастэктомическом синдроме (после удаления молочной железы) реанимация лица (Дж. Терзис, США);
Составитель Компендиума по хирургии кисти (2006 г.) и разработчик оригинальной операции при стенозе гортани. Автор более 300 научных работ и 8 монографий, 5 патентов. Подготовил 16 кандидатов и 2 доктора наук.

## Общественная деятельность
С 1977 по 1978 год — главный санитарный врач обл. штаба ССО при Томском обкоме ВЛКСМ.
С 1995 года — действительный член Академии наук российских немцев.
С 1998 г. — член общества пластических, реконструктивных и эстетических хирургов России
С 1998 г. — член Deutsche Gesellschaft fuer Plastische und Wiederherstellungschirurgie.

## Книги
- В. Ф. Байтингер, Д. Н. Синичев, «Справочник кистевого хирурга», Томск, 2012 г.
- В. Ф. Байтингер, И. О. Голубев «Очерки клинической анатомии кисти», Томск, 2012 г.
- В. Ф. Байтингер, К. В. Селянинов, А. В. Байтингер «Введение в микрохирургию», Томск, 2012 г.

## Награды
- 2002 г. — медаль «За заслуги перед СибГМУ»
- 2003 г. — награждён значком «Отличнику здравоохранения», почётной грамотой Министерства здравоохранения РФ.
- 2004 г. — Указом Президента Российской Федерации В. В. Путина № 1324 присвоено почётное звание «Заслуженный врач Российской Федерации».
- 2007 г. — награждён нагрудным знаком Томской области «Милосердие и благотворительность».
- 2010 г. — Американский биографический институт наградил медалью Honoring Community Service and Professional Achievement «Man of the Year».
- 2011 г. — награждён грамотой мэра Томска Н. А. Николайчука «за активную работу по созданию позитивного имиджа Сибирского государственного медицинского университета на российском и международном уровне и в связи с Днем российской науки».